# Rathaus (Spalt)

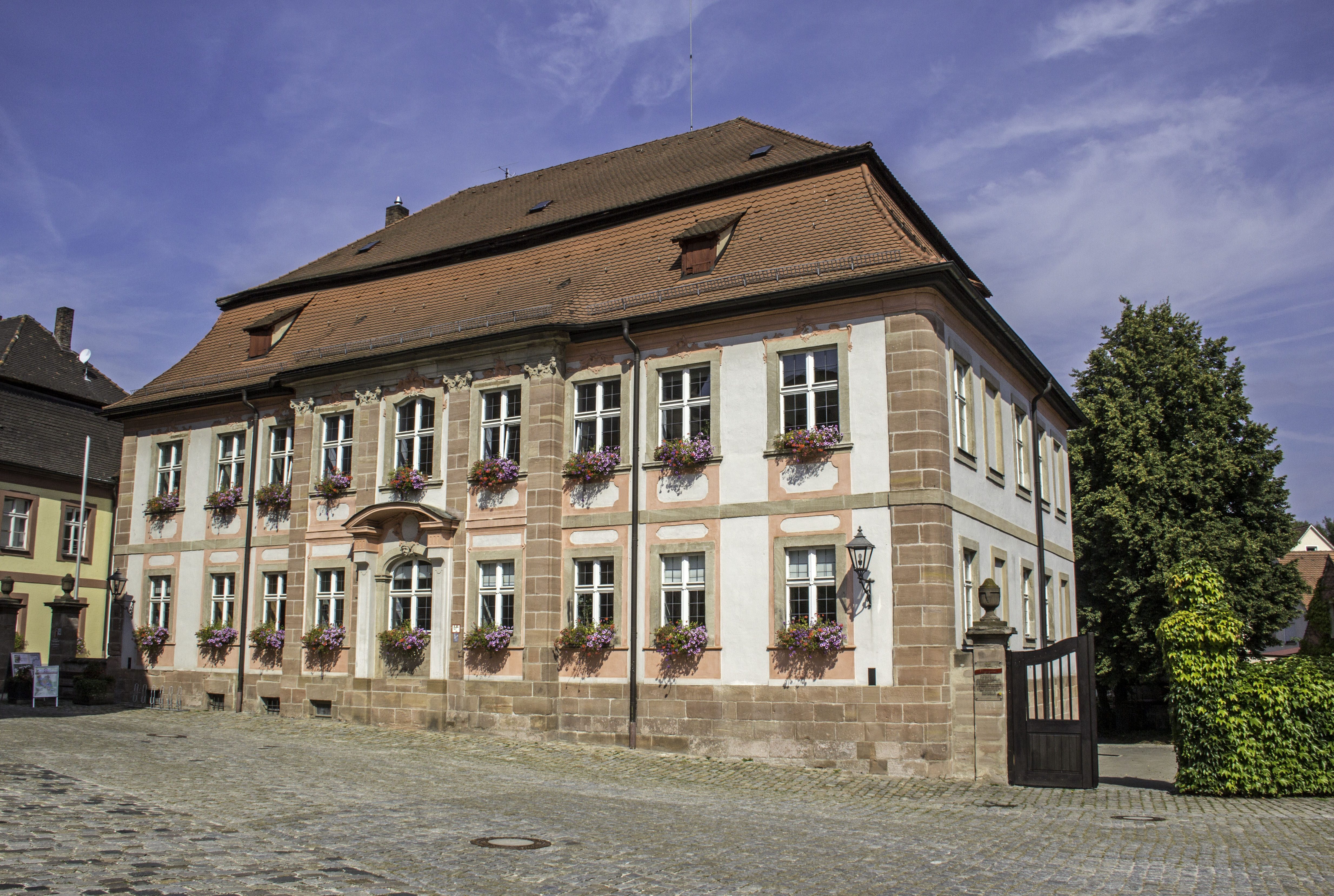
Rathaus in Spalt

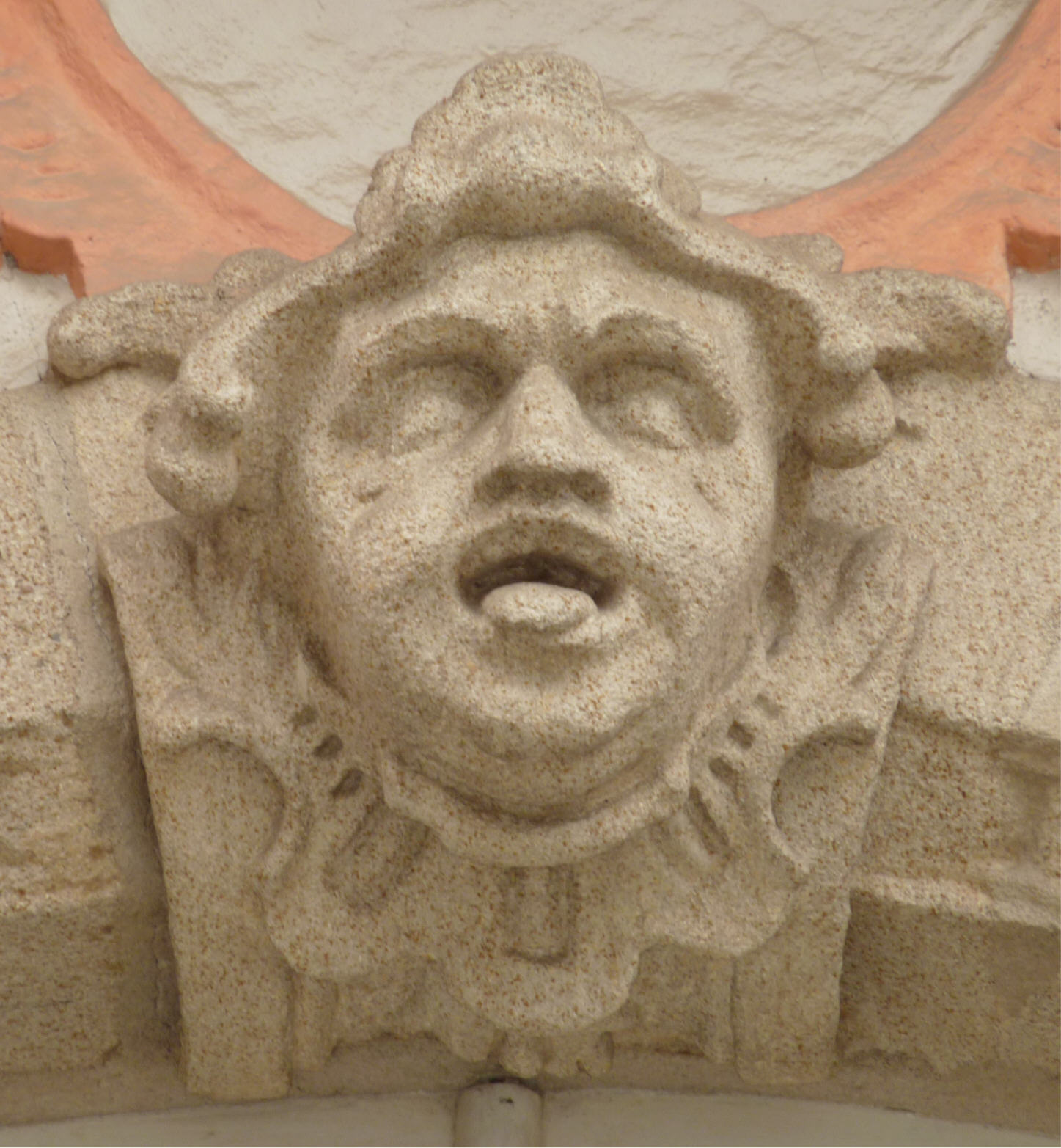
Agraffe am Portal

Das Rathaus in Spalt, einer Stadt im mittelfränkischen Landkreises Roth in Bayern, wurde um 1730/40 errichtet. Das Rathaus in der Herrengasse 10 ist ein geschütztes Baudenkmal.
Der barocke Bau mit neun zu fünf Fensterachsen wurde nach Plänen von Gabriel de Gabrieli errichtet. Der ehemalige Dekanatshof wird seit 1933 als Rathaus genutzt. Der zweigeschossige, verputzte Massivbau mit Mansardwalmdach und flachem Mittelrisalit wird von Pilastern gegliedert.